# Melissa Reese
Melissa Reese, née le 1er mars 1990 à Seattle, est une claviériste américaine connue pour sa participation en 2016 à la tournée Not in This Lifetime... Tour du groupe Guns N' Roses. Elle a aussi travaillé dans divers projets avec le batteur Bryan Mantia.

## Biographie
Melissa Reese commence à jouer du piano à l'âge de quatre ans. À dix-sept ans, elle apprend Pro Tools, Reason et Logic Pro. Elle commence à produire et jouer sa propre musique. 
Son premier EP, LISSA, sort en 2007. Bryan Mantia et Pete Scaturro participent à cet EP. Trois des chansons de cet EP apparaissent dans divers shows télévisés comme Gossip Girl et Keeping Up with the Kardashians.
Melissa Reese travaille ensuite avec l'artiste de funk Bootsy Collins, le rappeur Chuck D, les chanteuses Taylor Swift et Vanessa Carlton, l'artiste de soul Goapele. Melissa Reese a aussi effectué des travaux de production pour des artistes tels Drumma Boy.
Avec Bryan Mantia, elle a composé la musique pour le jeu vidéo Infamous 2. Le duo a aussi travaillé sur d'autres jeux tels que PlayStation Home, ModNation Racers, Twisted Metal, Fantasia: Music Evolved et Infamous: Second Son. Ils ont composé la musique des films Detention et Power/Rangers.
Le 1er avril 2016, elle joue son premier concert avec Guns N' Roses au club Troubadour qui marque le début de la tournée Not in This Lifetime... Tour.